# Chlebowice (stacja kolejowa)
Chlebowice (ukr. Глібовичі, ros. Глебовичи) – stacja kolejowa w miejscowości Chlebowice Wielkie, w rejonie lwowskim, w obwodzie lwowskim, na Ukrainie. Leży na linii Lwów – Czerniowce.
Stacja powstała w XIX w. na linii kolei lwowsko-czerniowiecko-suczawskiej. Istniejący do dziś budynek stacyjny zbudowano w stylu galicyjskim. 
Dawniej nosiła nazwę „Bóbrka-Chlebowice”. Od około 1883 do około 1885 naczelnikiem stacji Bóbrka-Chlebowice był Aleksander Lipiński.